# Rudolf Mannl
Rudolf Mannl (3. dubna nebo 4. dubna 1812, Karlovy Vary – 2. dubna 1863, Karlovy Vary) byl lázeňský lékař a radní v Karlových Varech, který výrazně přispěl k rozmachu lázeňského města. Též byl významnou osobností počátků karlovarského knihovnictví, autor prvního katalogu knihovního fondu a prvních stanov činnosti městské knihovny.

## Život
Rudolf Mannl se narodil v Karlových Varech 3. dubna, jiný zdroj uvádí 4. dubna, 1812 v rodině zlatníka Johanna Mannla. V roce 1823 odešel na gymnázium do Chebu, kde žil u svého strýce, historiografa a patriota Karlových Varů, duchovního Augusta Leopolda Stöhra. Byl nadaným žákem a ve škole patřil k premiantům. Strýc sám vyučoval synovce dějepisu a vypracoval pro něj i program individuálního studia včetně otázek ke zkouškám. V roce 1829 navštěvoval lyceum v Plzni a od roku 1830 v Praze Univerzitu Karlovu, kde se rozhodl pro obor medicína. Teorii studoval v Praze a praxi pak na univerzitě ve Vídni. Studium medicíny ukončil na univerzitě v Padově, kde získal dne 4. září 1836 lékařský diplom. V létě roku 1837 si v Karlových Varech otevřel soukromou ordinaci v rodném domě Tři králové v Pražské ulici č. p. 178.
Po smrti strýce Augusta Leopolda Stöhra převzal úlohu Mannlova duchovního učitele karlovarský lékař švýcarského původu Jean de Carro.
Mannl se již od mládí rád učil cizí jazyky, ovládal italštinu, francouzštinu, angličtinu a španělštinu. V Karlových Varech se brzy stal oblíbeným lázeňským doktorem a zámožní pacienti si jej rádi brávali na cesty jako osobního lékaře. Již v roce 1838 doprovázel pacienta na cestě přes Německo do Vídně a hned následujícího roku bohatého Angličana přes Švýcarsko a Francii do Anglie, kde zůstal několik měsíců a vrátil se pak domů přes Holandsko a Belgii. V roce 1841 jel jako lékař významné ruské rodiny do Itálie, kterou procestoval – města Janov, Nice, Florencii, Řím, Neapol a ostrov Sicílii. Vesuv a Etna byla místa, která poznal nejen z hlediska historického a uměleckého, ale i jako lékař z hlediska hygienického. V roce 1843 procestoval severní Německo a část Polska.
Na svých cestách poznal evropská měřítka a mnohé pokrokovosti chtěl pak uplatnit v Karlových Varech. Ne vždy se v konzervativním a provinciálním prostření setkal s pochopením.
V roce 1844 pečoval jako lázeňský lékař o syna Wolfganga Amadea Mozarta, Franze Xavera Wolfganga Mozarta, který se v Karlových Varech léčil a zemřel zde na rakovinu jater.
Rudolf Mannl zemřel na tuberkulózu ve věku 50 let dne 2. dubna 1863. Pohřben byl na tehdejším Ondřejském hřbitově v dnešních Mozartových sadech. Pohřbu tohoto zasloužilého lékaře se zúčastnilo na 2 000 osob; konal se 4. dubna 1863.

## Činnost a dílo

### Redaktorem
Od roku 1840 pracoval Mannl jako externí redaktor pro první karlovarské periodikum Unterhaltungs-, Auskunfts- und Anzeigeblatt von Carlsbad und den anderen Curorten Böhmens, které začalo vycházet v nakladatelství Franieck. Mannl měl představu podobně zaměřeného periodika, jakým byl v té době Almanach de Carlsbad lékaře Jeana de Carro. V názorech na obsahovou koncepci časopisu se Mannl rozcházel s pojetím nakladatele Franiecka. Na Mannlův návrh v listu vycházely také zprávy o české literatuře a pražském kulturním životě. V roce 1841 se časopis přejmenoval a výrazně rozšířil své určení na vzdálenější okolí – Teplice, Mariánské Lázně a Františkovy Lázně. Obsah se nejvíce věnoval kultuře, byly zde recenze divadelních her, zprávy o hudebnících a hudebních událostech. Koncem roku 1841 časopis z hospodářských důvodů zanikl.

### Hudebníkem
Mannl byl od mládí aktivním hudebníkem a hudební dění v lázních podporoval. Zasloužil se o založení hudebního spolku Carlsbader Musik–Verein (1842), později též o lékařský pěvecký kvartet a roku 1859 o mužský pěvecký sbor, který měl vysokou uměleckou úroveň.

### Milovníkem přírody
Jako milovník přírody, podporoval Mannl vysazování a rozšiřování zeleně ve městě a zpřístupňování zanedbaných míst pro procházky v přírodě. V roce 1852 byl na stráni nad pravým břehem řeky Teplé (asi 400 metrů před jejím ústím do Ohře) zachycen nový termální pramen nazvaný „Železnatý“. Na doporučení Rudolfa Mannla se od roku 1856 začal užívat k pitné kúře. O čtyři roky později byly v blízkosti vývěru zřízeny Železité lázně, kde byla voda pramene využívána též ke koupelím.

### Poslancem
V roce 1850 byl Mannl zvolen poslancem městského zastupitelstva. Z Karlových Varů chtěl učinit moderní a estetické město. Mnoho úsilí věnoval ochraně karlovarských pramenů. Jako poslanec získal větší možnosti pro prosazení svých moderních názorů a ve prospěch města provedl řadu prospěšných reforem, např.:
- zakázal paření drůbeže a praní prádla u Vřídla, neboť vzbuzovalo odpor lázeňských hostů,
- snažil se zrušit tradiční troubení ze Zámecké věže, považoval je za žebrání na lázeňských hostech,
- zrušil vybírání poplatku za klíč od veřejných záchodků,
- prosadil, že lázeňské kelímky u minerálních pramenů plnily dívky a nikoliv staré karlovarské hospodyně.

Úsilí ve zvelebování města přineslo Mannlovi nejen úspěchy, ale též nepřátelství ze strany politických odpůrců či závistivých lidí.

### Literární dílo
Literární dílo Rudolfa Mannla je obsáhlé:
- první Mannlova kniha o Karlových Varech – Carlsbad and its Mineral springs medically, sociably and locally considered – vydána v angličtině roku 1847 v Lipsku,
- mnoho let uveřejňoval články o karlovarském kulturním dění v Carrových almanaších a v pražských listech Bohemia a Ost und West,
- průvodce po Karlových Varech – Karlsbad in medicinisch-topographischer und sozialer Beziehung dargestellt – vydáno roku 1853 v nakladatelství Franieck, nejcennější Mannlova práce; do roku 1876 vyšlo ještě osm doplněných vydání; v 6. vydání Mannl kritizoval nedobrý stav fondu karlovarské regionální knihovny,
- brožura o Karlových Varech – Sulle acque termali di Carlsbad in Boemia – první knížka o Karlových Varech, která vyšla v italštině; vydána roku 1856 v Turíně,
- źivotopisný nástin zasloužilého karlovarského lékaře Davida Bechera – Dr. David Becher. Eine biographische Skizze – k příležitosti odhalení Becherovy busty u Vřídla dne 15. září 1856, vydáno 1856 v nakladatelství Franieck; Mannl jako první plně docenil význam doktora Bechera pro Karlovy Vary, inicioval osazení jeho busty,
- speciální pamětní spis – Erinnerungsblätter aus der Geschichte Karlsbads, mit 8 Illustrationen – vydaný roku 1858 v nakladatelství Franieck v rámci oslav 500. výročí založení Karlových Varů; kronikářsky vylíčené dějiny města s oslavnými básněmi významných humanistů 16. století (Bohuslav Hasištejnský z Lobkovic, Matthaeus Collinus, Elias Corvinus), dílo obsahuje litografie z Franieckovy tiskárny; Rudolf Mannl byl i hlavním organizátorem oslav,
- kronika Karlových Varů – Gedenkbuch der Stadt Karlsbad – Mannl ji vedl až do své smrti, poté ji psali lékaři Mathias Forster a Eduard Hlawaczek.

### Kongres lékařů a přírodovědců v roce 1862
Hlavní událostí roku 1862 byl v Karlových Varech renomovaný kongres lékařů a přírodovědců, který organizačně zajišťoval Rudolf Mannl ještě se dvěma dalšími lékaři Josefem Löschnerem a Gallusem Hochbergerem. Kongresu se zúčastnilo na 500 osobností z celé Evropy.

## Připomínky
Připomínky na doktora Rudolfa Mannla:
- Po Mannlově úmrtí v roce 1863 nechal Karlovarský hudební spolek na jeho rodném domě Tři králové osadit pamětní desku. Ta se po roce 1945 ztratila.
- Podrobný životopis napsal před první světovou válkou středoškolský profesor karlovarského gymnázia a významný karlovarský archivář a historik Karl Ludwig.
- Mannlova podoba je zachována na portrétech pražského malíře Josefa Zumsande (1848) a dvou karlovarských Georga Kordika (1853) a Wilhelma Schneidera (1903).
- Jméno „RUDOLF MANNL“ je zvěčněno v galérii slavných lékařů na průčelí Císařských lázní v Karlových Varech.

### Pozůstalost
Mannl zdědil mnoho knih po strýci Augustu Leopoldu Stöhrovi a Jeanu de Carro, které společně s vlastní knihovnou odkázal městu. Jeho rozsáhlá písemná pozůstalost přešla v rámci dědického řízení na příbuzné. Od některých z nich se část postupem času dostala do archivu města Karlovy Vary. Mnoho cenných materiálů je však stále v soukromých sbírkách potomků rodiny Mannlů.